# 18574 Jeansimon
18574 Jeansimon este un asteroid din centura principală de asteroizi.

## Descriere
18574 Jeansimon este un asteroid din centura principală de asteroizi. A fost descoperit pe 28 noiembrie 1997 la Caussols, în cadrul proiectului ODAS. Asteroidul prezintă o orbită caracterizată de o semiaxă mare de 2,75 ua, o excentricitate de 0,13 și o înclinație de 7,7° în raport cu ecliptica.